# PAEEK Kirenia
PAEEK Kirenia (nowogr. Ποδοσφαιρική Αθλητική Ένωση Επαρχίας Κερύνειας translit. Podosfairikī Athlītikī Enōsī Eparchias Keryneias (PAEEK Keryneias)) – cypryjski klub piłkarski, mający siedzibę w stolicy kraju, mieście Nikozja, grający od sezonu 2022/23 w rozgrywkach B’ Kategorii. Do 1974 siedzibą klubu była Kirenia na północy kraju.

## Historia
Chronologia nazw:
- 1953: PAEK Kirenia (gr. ΠΑΕΚ (Ποδοσφαιρική Αθλητική Ένωσης Κερύνειας))
- 1974: PAEK/AEK Kirenia/Karawas (gr. ΠΑΕΚ/AEK (Ποδοσφαιρική Αθλητική Ένωσης Κερύνειας/Αθλητική Ένωση Καραβά))
- 1977: PAEEK Kirenia (gr. ΠΑΕΕΚ (Ποδοσφαιρική Αθλητική Ένωση Επαρχίας Κερύνειας)) – po fuzji z AEK Karawas

Klub piłkarski PAEK został założony w miejscowości Kirenia w październiku 1953 roku. Na zgromadzeniu założycielskim ustalono, że nowy związek powinien trzymać się z daleka od polityki. Ponadto, zgodnie ze statutem klubu, członkami i zawodnikami klubu mogą być nawet tureccy Cypryjczycy. Jako kolory wybrano żółty i czarny.
Pierwszy mecz piłki nożnej klub rozegrał w listopadzie 1953 roku z APOELem, a 13 kwietnia 1954 roku złożył wniosek o dołączenie do Cypryjskiego Związku Piłki Nożnej (KOP). 24 września 1954 wniosek został przyjęty i w sezonie 1954/55 zespół startował w B’ Kategoria (kategorii B), która została podzielona na dwie grupy. Debiutowy sezon zakończył na ostatnim trzecim miejscu w grupie Nikozja-Kirenia.
Po powstaniu PAEK reaktywowano inny miejski klub ASK, w wyniku czego mieszkańcy Kirenii zostali rozdzieleni w piłce nożnej i polityce. Dwie drużyny unikały rywalizacji ze sobą przez pierwsze dwa lata. Jednak 16 lutego 1956 roku odbył się pierwszy i ostatni mecz obu drużyn. Była umowa, że przegrana drużyna się rozpadnie, i zostanie jeden klub w mieście. Siedem minut przed końcem mecz został zatrzymany - PAEK wygrał 4-1, a ASK został rozwiązany.
Zaostrzenie konfliktu grecko-tureckiego spowodowało, że sezon piłkarski 1958/59 został odwołany. 16 sierpnia 1960 roku Cypr odzyskał niepodległość, ale już w grudniu 1963 kryzys odrodził się. Sezon 1963/64 został zawieszony. W ciągu kolejnych trzech lat nad pokojem na północy Cypru panowała ONZ. Dopiero w sezonie 1966/67 klub ponownie dołączył do rozgrywek B’ Kategoria. 15 lipca 1974 roku przeprowadzono zamach stanu, a Turcja obawiając się przyłączenia Cypru do Grecji, rozpoczęła 20 lipca 1974 inwazję na Cypr. W wyniku zajęcia przez wojska tureckie Kirenii i włączenia jej do Cypru Północnego, klub zmuszony był przenieść siedzibę do południowej części wyspy do Nikozji.
Po inwazji, gdy warunki sezonu na to pozwoliły, KOP postanowił zorganizować w sezonie 1974/75 specjalne połączone mistrzostwa B'-G' Katigorías z udziałem zespołów kategorii B i G podzielonych na dwie grupy. Następnie PAEK i AEK Karawas (który również był drużyną uchodźców z Karawas, miasta w dystryktu Kirenia) postanowili wziąć udział w rozgrywkach jako wspólna drużyna pod nazwą PAEK/AEK.
Na początku 1977 roku te dwa związki połączyły się, w wyniku czego powstał Futbolowy i Sportowy Związek Dystryktu Kirenia (PAEEK), który miał reprezentować piłkę nożną miasta i dystryktu Kirenia. Zebranie założycielskie odbyło się 26 marca 1977 roku. Postanowiono również zmienić kolorystykę z czarno-żółtej na czarno-białą, przy czym czerń symbolizuje żałobę uchodźców, a biel nadzieję na powrót do Kirenii.
Po zakończeniu sezonu 1987/88 klub po raz pierwszy w swojej historii spadł do trzeciej ligi – G’ Kategorii. W 1992 roku wrócił do B’ Kategorii, ale w 2000 ponownie został zdegradowany do trzeciej kategorii. W sezonie 2003/04 znów zagrał na drugim poziomie cypryjskiej piłki nożnej, ale nie utrzymał się i potem występował w G’ Kategorii. Dopiero w 2008 drużynie udało się awansować do drugiej ligi. Po zakończeniu sezonu 2011/12 klub był bliski awansu do najwyższej ligi, jednak w barażach playoff zajął ostatnie czwarte miejsce i nie uzyskał awansu. W 2014 zespół spadł do trzeciej kategorii, ale po roku wrócił do B’ Kategorii. Sezon 2018/19 klub zakończył na przedostatniej 15.pozycji i został zdegradowany do G’ Kategorii. W następnym sezonie 2019/20 zespół zajął drugie miejsce i ponownie wrócił do drugiej ligi. W pierwszym sezonie po powrocie 2020/21 klub zdobył tytuł mistrza B’ Kategorii oraz historyczny awans do A’ Kategorii.

## Barwy klubowe, strój, herb, hymn
|  |  |

Klub ma barwy czarno-białe. Piłkarze domowe spotkania zazwyczaj grają w białych koszulkach z pionowymi czarnymi pasami, czarnych spodenkach oraz czarnych getrach.

## Sukcesy

### Trofea międzynarodowe
Do chwili obecnej klub jeszcze nigdy nie zakwalifikował się do rozgrywek europejskich.

### Trofea krajowe
| \| \| Zdobyte trofea w rozgrywkach Cypru (stan na: 31-05-2021) \| |                                                          |      |                                                                |
| Rozgrywki                                                         | Osiągnięcie                                              | Razy | Sezon(y)                                                       |
| Mistrzostwo                                                       | I miejsce                                                | 0    |                                                                |
| Mistrzostwo                                                       | II miejsce                                               | 0    |                                                                |
| Mistrzostwo                                                       | III miejsce                                              | 0    |                                                                |
| Mistrzostwo                                                       | ?.miejsce                                                | 1    | 2021/22                                                        |
| Puchar                                                            | zdobywca                                                 | 0    |                                                                |
| Puchar                                                            | finalista                                                | 0    |                                                                |
| Puchar                                                            | półfinalista                                             | 1    | 1984/85                                                        |
| II liga                                                           | I miejsce                                                | 1    | 2020/21                                                        |
| II liga                                                           | II miejsce                                               | 1    | 1974/75 (Nicosia-Keryneia)                                     |
| II liga                                                           | III miejsce                                              | 2    | 1954/55 (Nicosia-Keryneia), 1955/56 (Nicosia-Larnaca-Keryneia) |
| Cypr                                                              | Zdobyte trofea w rozgrywkach Cypru (stan na: 31-05-2021) |      |                                                                |

- G’ Kategoria (D3):
  - mistrz (3x): 1991/92, 2002/03, 2007/08
  - wicemistrz (1x): 2019/20
  - 3. miejsce (1x): 2014/15

## Poszczególne sezony

### Rozgrywki międzynarodowe

#### Europejskie puchary
Nie uczestniczył w rozgrywkach europejskich.

### Rozgrywki krajowe
| \| Cypr \| Bilans występów klubu w rozgrywkach piłkarskich Cypru (Stan na 31 lipca 2021 r.) \| \| |                                                                                  |        |       |   |   |   |    |    |     |                                                              |        |        |      |
| Poziom                                                                                            | Rozgrywki                                                                        | Sezony | Mecze | Z | R | P | B+ | B– | Pkt | Lata                                                         | Awanse | Spadki | Naj. |
| I                                                                                                 | A' Katigoría                                                                     | 1      |       |   |   |   |    |    |     | od 2021                                                      | 0      | 0      | ?    |
| II                                                                                                | B' Katigoría                                                                     | 50     |       |   |   |   |    |    |     | 1954–1988, 1992–2000, 2003/04, 2008–2014, 2015–2019, 2020/21 | 1      | 5      | 1    |
| III                                                                                               | G' Katigoría                                                                     | 13     |       |   |   |   |    |    |     | 1988–1992, 2000–2003, 2004–2008, 2014/15, 2019/20            | 5      | 0      | 1    |
| IV                                                                                                | D' Katigoría                                                                     | 0      |       |   |   |   |    |    |     |                                                              | 0      | 0      |      |
|                                                                                                   | Puchar Cypru                                                                     | 53+    |       |   |   |   |    |    |     | od 1958                                                      | 0      | 0      | 1/2  |
| Cypr                                                                                              | Bilans występów klubu w rozgrywkach piłkarskich Cypru (Stan na 31 lipca 2021 r.) |        |       |   |   |   |    |    |     |                                                              |        |        |      |

## Piłkarze, trenerzy, prezydenci i właściciele klubu

### Trenerzy
- 1.06.2020–...:  Makis Sergidis

### Prezydenci
- 201?–...:  Cleanthis Georgiades

## Struktura klubu

### Stadion
Klub piłkarski rozgrywa swoje mecze domowe na stadionie Keryneia Epistrophi w Lakatamii, który może pomieścić 2000 widzów.

## Kibice i rywalizacja z innymi klubami

### Derby
- APOEL FC
- Doksa Katokopia
- Olympiakos Nikozja
- Omonia Nikozja